# Suzanne Plesman
Suzanne Barbara Plesman est une joueuse néerlandaise de hockey sur gazon née le 23 octobre 1971 à La Haye.

## Biographie
Avec la sélection néerlandaise, elle dispute six matchs des Jeux olympiques d'été de 1996 à Atlanta, remportant la médaille de bronze contre les Britanniques.

## Palmarès
- Jeux olympiques d'été de 1996 à Atlanta
  -  Médaille de bronze.